# Ordissimo
Ordissimo est une gamme d'ordinateurs personnels (cinq modèles début 2019), destinée aux débutants et à « tous ceux qui ne veulent pas se compliquer la vie avec les ordinateurs ». Le premier modèle a été mis au point à partir de début 2003, puis commercialisé à partir de décembre 2004, par la société Ordissimo (anciennement Substantiel), créée en 2002.

## Licences de la distribution Ordissimo
- Les licences des différents logiciels intégrés dans la distribution Linux Ordissimo sont détaillées par le distributeur[2].
- Les codes sources des logiciels libres utilisés et adaptés sont publiés par le distributeur[3],[4].

## Données économiques
La société Ordissimo, créée en 2002, est dirigée par Alexandre Vielle.
En 2017 son chiffre d'affaires est de 5,825 millions d'euros, son résultat de 678 500 € et son effectif de 14 salariés.

## Critiques
Bien que le système soit fondé sur la distribution GNU/Linux Debian, libre et gratuite, le prix reste tout de même élevé pour les caractéristiques techniques annoncées selon CNET, dans un test publié en 2006.